# Saab 21R
Saab 21R je bil švedski reaktivni twin-boom lovec/jurišnik, ki so ga razvili kmalu po koncu 2. svetovne vojne. Razvit je bil iz batnognanega (propelerskega) Saab 21. Poleg Jaka-15 je edini primer uspešne predelave propelerskega letala v reaktivno. 
Edini uporabnik Saab 21R so bile Švedske letalske sile, in je tako kot večina reaktivcev prve generacije, tudi Saab 21 imel kratko dobo uporabe, samo šest let. 

## Specifications (Saab 21RA)
Podatki iz Attack and Interceptor Jets; Sharpe 1999
Splošne karakteristike
- Posadka: 1
- Dolžina: 10,45 m (34 ft 3 in)
- Razpon kril: 11,37 m (37 ft 4 in)
- Višina: 2,90 m (9 ft 8 in)
- Teža praznega letala: 3 200 kg (7 055 lb)
- Maks. vzletna teža: 5 000 kg (11 023 lb)
- Pogon letala: 1 × De Havilland Goblin 2 turboreaktivni motor, 13,8 kN (3, 100 lbf)

 Zmogljivost 
- Maks. hitrost: 800 km/h (497 mph)
- Doseg: 720 km (450 milj)
- Višina leta: 12 000 m (39 400 ft)
- Vzletna razdalja: 650 m (2 133 ft)

Oborožitev

- 1x 20 mm Bofors top
- 4x 13.2 mm M/39A težke strojnice
- Možnost dodatnih 13.2 mm M/39A strojnic na podtrupnem nosilcu
- Nosilci za 10x 100 mm ali 5x 180 mm Bofors raket, ali 10x 80 mm protitankovskih raketa